# Иванов, Анатолий Андреевич (начальник тюрьмы)
Анатолий Андреевич Иванов (11 ноября 1852 — 13 августа 1907, Санкт-Петербург) — начальник Петербургской одиночной тюрьмы.

## Биография
Родился в дворянской семье Петербургской губернии, рано остался сиротой. Обучался в Михайловской воронежской военной гимназии и во 2-м Константиновском военном училище. В 1872 году произведён в офицеры. Командовал ротой в Мингрельском полку.
Участник русско-турецкой войны 1877—1878 годов, во время которой занимал должность полкового адъютанта.
4 мая 1879 года женился и вскоре, в связи с имущественными неурядицами, был вынужден уйти в отставку. Несколько лет оставался без места, немного зарабатывая литературной работой.
6 июля 1885 года по рекомендации Ф. Н. Берга Иванов был принят в штат петербургской полиции. В 1887 году назначен помощником начальника Петербургского ДПЗ. 9 июля 1890 года назначен начальником Санкт-Петербургской пересыльной тюрьмы. 20 февраля 1901 года назначен начальником Петербургского ДПЗ, а 14 июля 1903 г. — начальником Петербургской одиночной тюрьмы (в настоящее время известна как «Кресты»).
Убит 13 августа 1907 г. эсеровским террористом. Похоронен на Смоленском кладбище.

## Награды
- Орден Святой Анны 3-й степени
- Орден Святого Владимира 4-й степени
- Орден Святого Станислава 2-й степени с мечами